# Белый лопатонос
Белый лопатонос (лат. Scaphirhynchus albus) — находящийся под угрозой исчезновения вид лучепёрых рыб из семейства осетровых (Acipenseridae). Эндемик рек Миссури и Миссисипи.
Видовое название albus в переводе с латыни означает «бледный» или «белый», из-за на светлой окраски тела, нетипичной для других осетровых.

## Описание
Близок с относительно распространённым обыкновенным лопатоносом, но длиннее (от 75 до 152 см) и тяжелее (до 39 кг). Зрелости достигает в 15 лет, хотя может жить и до 100 лет.

## Систематика
Систематики С. А. Форбс и Р. И. Ричардсон, первоначально (в 1905 году) поместили белого лопатоноса в род Parascaphirhynchus и семейство осетровых (Acipenseridae). Его ближайшими родственниками являются обыкновенный лопатонос (Scaphirhynchus platorynchus) и вымирающий Scaphirhynchus suttkusi. Все три вида входят в род американских лопатоносов (Scaphirhynchus) и подсемейство Scaphirhynchinae. Семейство осетровых появилось примерно 70 млн лет назад и с тех пор крайне мало изменилось.

## Взаимодействие с человеком
В 1990 году Служба охраны рыбных ресурсов и диких животных США поместила белого лопатоноса в список исчезающих видов, так как в предыдущем десятилетии наблюдалось мало молодых особей; в наши дни вид в дикой природе редок. Это первый вид рыб из Миссури, занесённый в список вымирающих животных. Основной угрозой для лопатоносов является уничтожение естественных сред обитания — гравийных и медленно текущих участков реки — из-за вмешательства человека. До середины XX века белый лопатонос считался весьма распространённым видом рыб. Икра это вида осетровых имеет приятный вкус, но продаётся очень редко. В обзорах Красной книги МСОП, публиковавшихся с 1986 по 2004 годы, белый лопатонос имеет статус «вымирающего» (Endangered). В 2022 году МСОП признал вид «находящимся на грани полного исчезновения» (Critically Endangered).
Усилия направленные против вымирания вида имеют низкий успех. Белый лопатонос выращивается на специальных рыбных фермах, откуда переселяется в природные водоёмы. Чтобы лучше понять поведение белого лопатоноса, а также места его нерестилищ, исследователи установили на рыб радиопередатчики. Федеральные и государственные агентства работают над улучшением среды обитания и мест нереста лопатоносов.